# Yamaha YBR 125

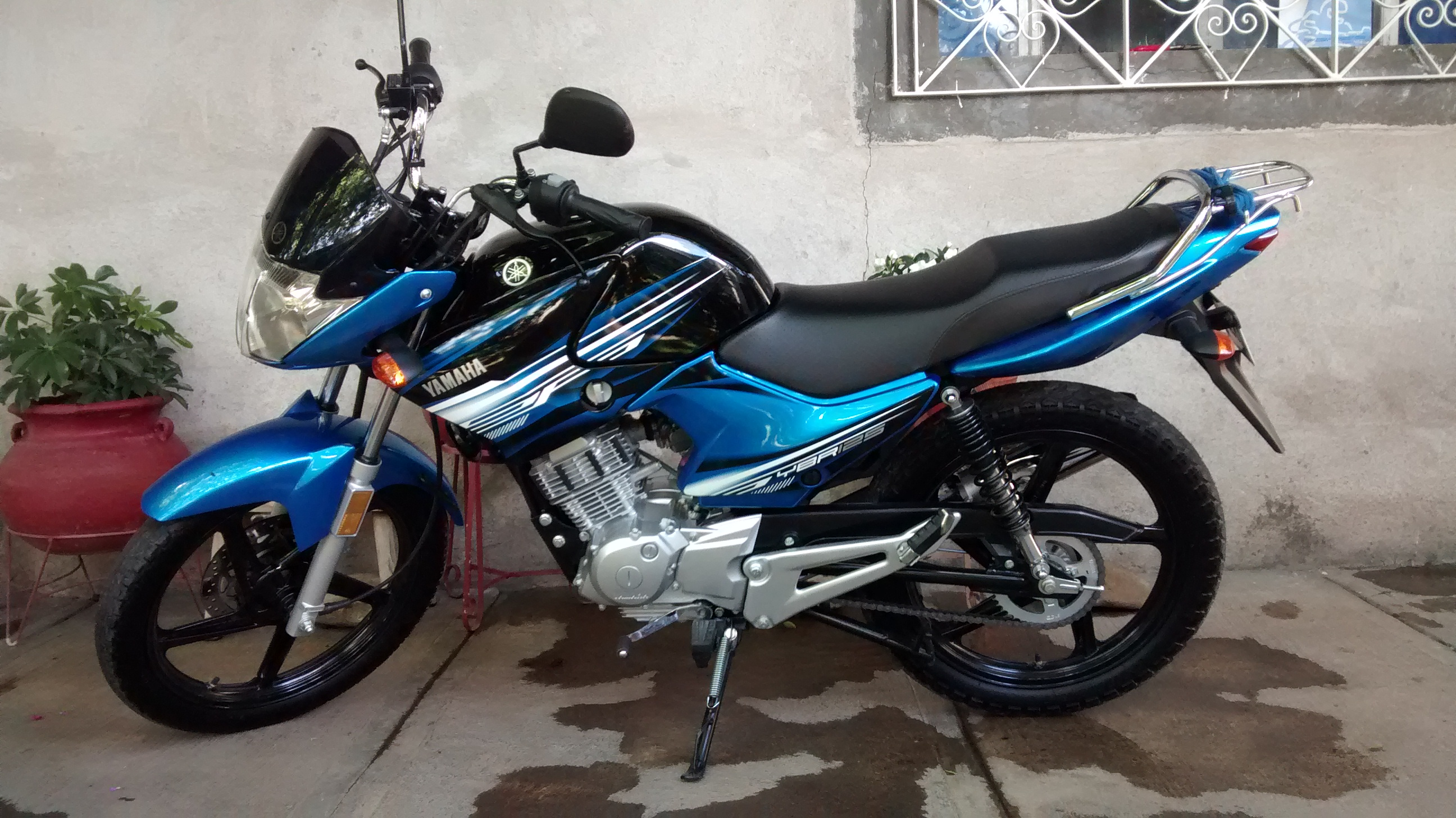
Yamaha YBR 125 ESD 2014 México

Yamaha YBR 125una motocicleta urbana fabricada por la empresa Japonesa,Yamaha Motor Co.. Japón. Tiene origen en Brasil, de ahí sus siglas (Y- por Yamaha BR- Brasil). La denominación europea es Yamaha Brilliant Riding.
En marzo del año 2000 empezó la producción de la Yamaha YBR 125, respondiendo a la demanda del mercado interno brasileño ya que más del 50% de las ventas de motocicletas eran de baja cilindrada. También se tuvo en cuenta la necesidad de la propia compañía de modernizarse y construir motores de 4 tiempos para ese tipo de motocicletas.
La Yamaha YBR 125 se creó como una motocicleta de estética, moderna y detallista, de bajo costo y muchísima fiabilidad al más alto rendimiento. Esta motocicleta tuvo tanto éxito que al poco tiempo la Yamaha Motor do Brasil duplicó su producción y comenzó su exportación a toda América, donde todos sus compradores pudieron disfrutar de su gran maniobrabilidad y bajo costo de mantenimiento.
Dos años después, en noviembre de 2002, tras la experiencia ganada por Yamaha en Brasil. La Chongquing Jianshe-Yamaha Motor Co. Ltd. de China, inicia la producción de la nueva Yamaha YBR 125 adaptada al mercado asiático y producida a tan bajo costo que su exportación a Europa fue muy rentable. Por tanto, el modelo fue vendido en España y, a partir del 2008, se vende en Argentina (ya producida localmente desde 2007), dejándose de importar desde Brasil.

## Características principales de la motocicleta

### Características generales
Es una motocicleta muy ligera que posee un gran comfort y disponibilidad a la hora de su uso.

### Características principales del motor
- El uso de un eje de equilibrado único controla las vibraciones no armónicas del motor y consigue comodidad en conducciones de larga distancia (excepto en algunos modelos).
- Incorpora tensor automático de la cadena de distribución para asegurar la mejora de la estabilidad y la resistencia de la cadena de distribución, así como el ajuste correspondiente para la válvula neumática.
- Utiliza un amplio silenciador procedente de vehículos de mayor cilindrada para conseguir una total eficiencia y un bajo nivel de ruido.
- Utiliza un sistema de encendido electrónico C.D.I. que asegura un encendido seguro y que mejora el rendimiento del motor.
- Uso del starter. Utiliza un motor de arranque pequeño, ligero y de gran eficacia, para facilitar el arranque del motor.

## Brasil
Estos son los modelos que se venden en Brasil. Todas ellas tienen el chasis similar a la YS 250.

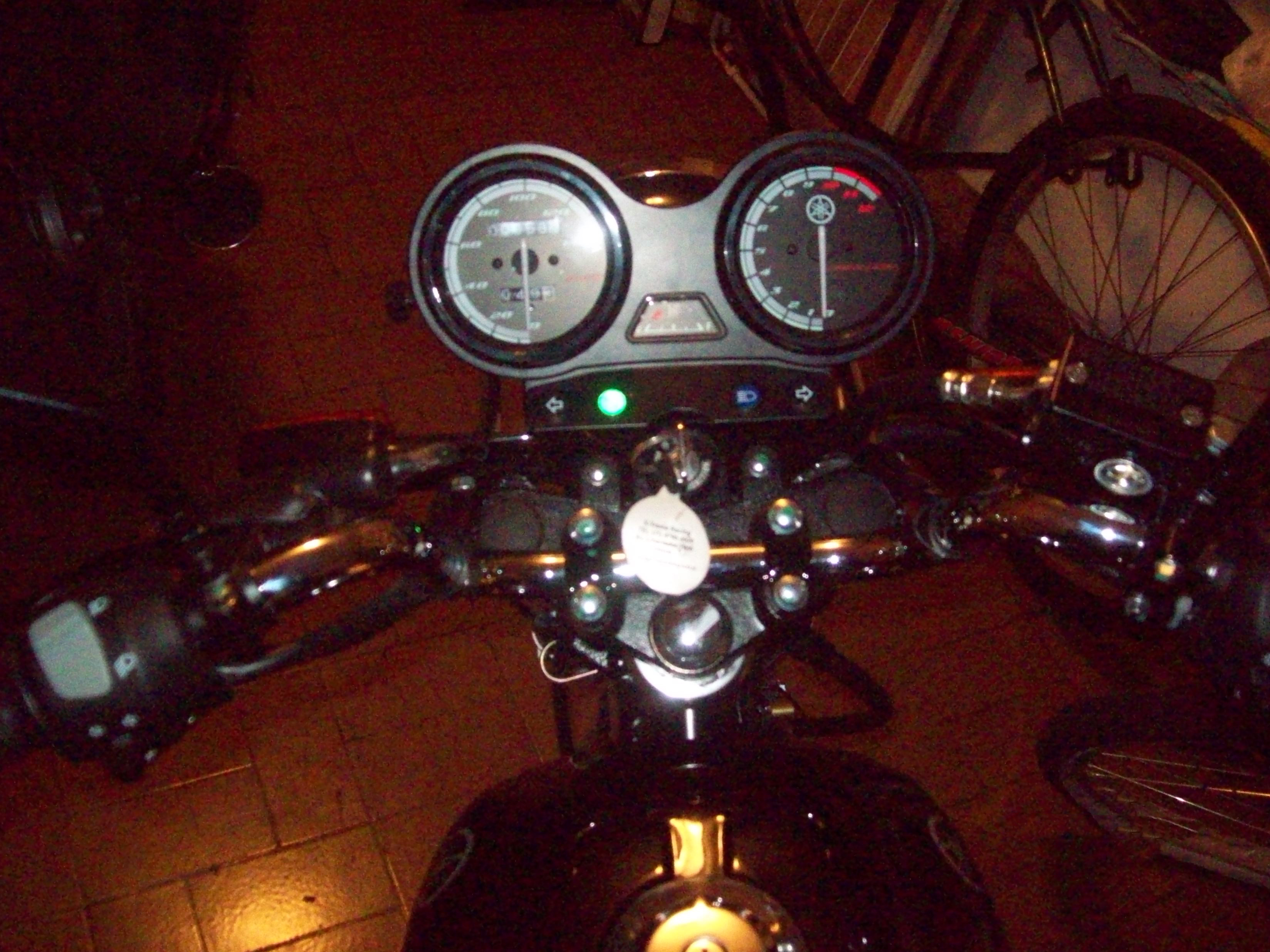
Tablero de Yamaha YBR 125 ED modelo 2011

- "Factor YBR 125 K" o de patada con arranque de palanca y frenos de tambor. Las llantas cuentan con rayos.
- "Factor YBR 125 E" o electrónico con arranque electrónico y frenos de tambor. Las llantas cuentan con rayos.
- "Factor YBR 125 ED" o electrónico con arranque electrónico y freno delantero de disco hidráulico. Las llantas son de aleación.

La capacidad del tanque es de 13 litros. El peso de la versión "K" y "E" es de 110 kg, y la versión "ED" pesa 112 kg (al vacío).
Todos los modelos brasileños vienen de fábrica con cubiertas Metzeler ME 22, de buena calidad.

## Argentina
- "YBR 125 E" o Electrónico con arranque electrónico, arranque de palanca y frenos de tambor. Las llantas cuentan con rayos.
- "YBR 125 ED" o Electrónico Deluxe con arranque electrónico, arranque de palanca y freno delantero de disco hidráulico. Las llantas son de aleación.
- "YBR 125 R", que es la misma motocicleta versión "ED" (desde 2012) pero con llantas a rayos y freno a tambor delantero.

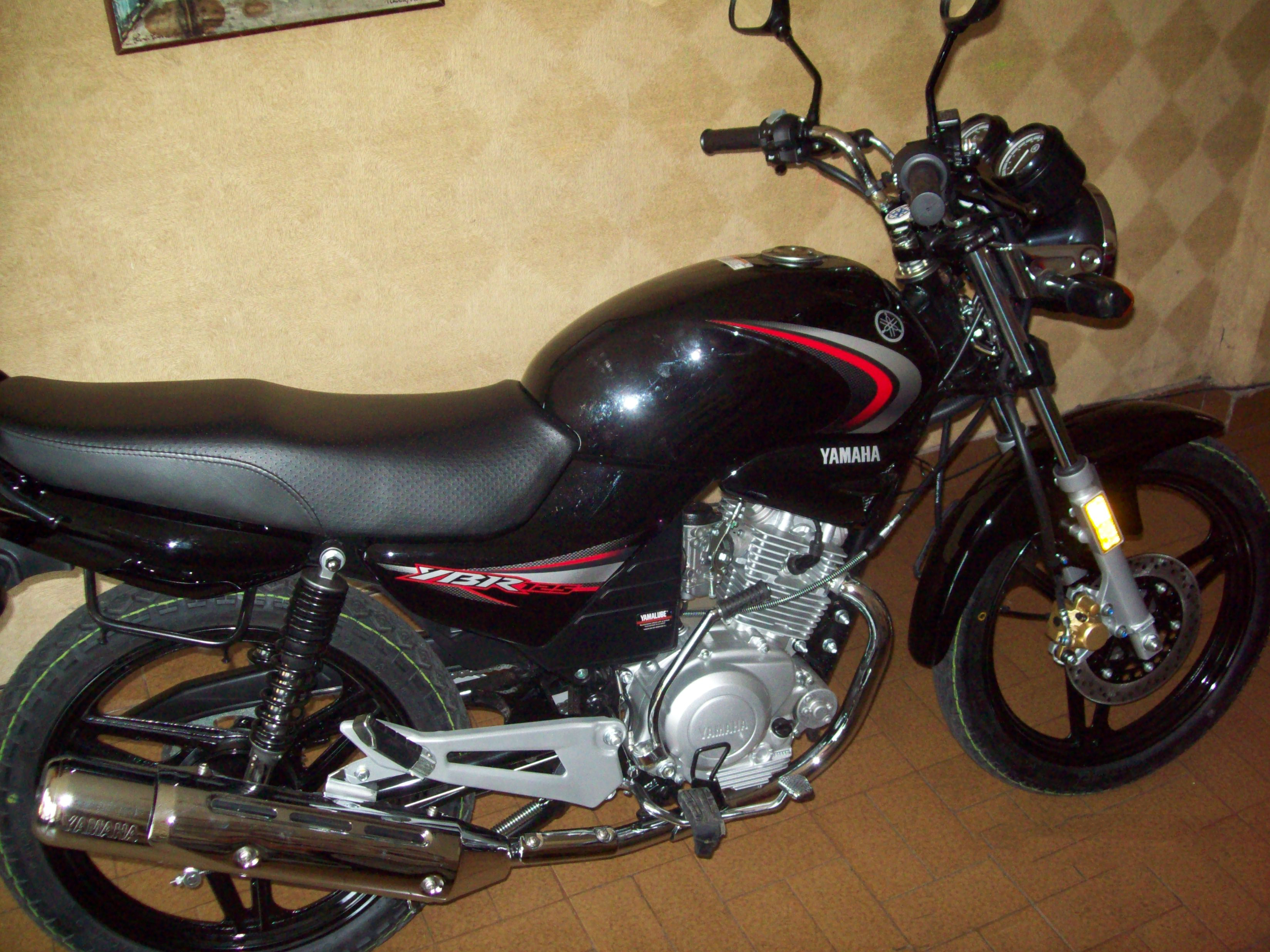
Yamaha YBR 125 ED (modelo 2011)

Como se ve, a diferencia de la Factor YBR 125 ED de Brasil, la YBR 125 ED de Argentina sí cuenta con la "patada". Las YBR argentinas vienen de fábrica con cubiertas Sakura, de mala calidad, si bien no son parte integral de la moto. El peso al vacío es de 104 kg.
A partir de 2007, se nacionalizó su producción: la compañía inauguró el 11 de octubre de 2007, su primera planta en la localidad de Ituzaingó; donde comenzó a ensamblar las primeras unidades de este modelo.

## Chile
En Chile existe solamente un modelo, llamado "YBR-125E". Es la misma "YBR 125 ED" exacta de Argentina en sus versiones 2010 y 2011, que cuenta con freno delantero a disco, a pesar de que parte de su denominación es "E" y no "ED". De modo que cuenta con arranque por patada, además del eléctrico, y sus llantas son de aleación.

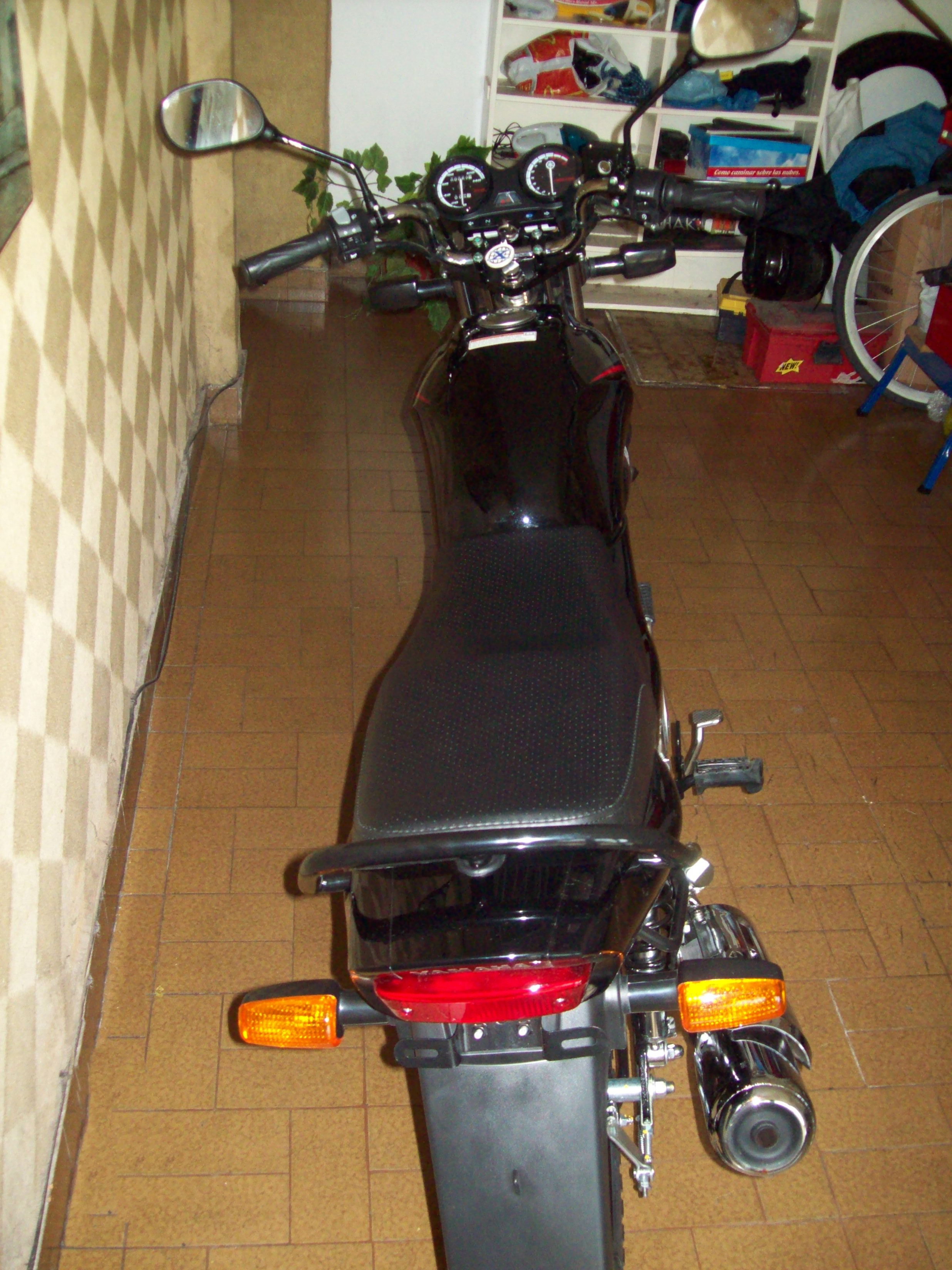
Yamaha YBR 125 ED (modelo 2011), a lo largo

## Perú
En Perú hay dos modelos. 
- La "YBR 125", idéntica a la "YBR 125 E" argentina. Tiene arranque electrónico, arranque de palanca y frenos de tambor. Las llantas cuentan con rayos.
- La "YBR 125 ESD", modelo con carenado, arranque electrónico, arranque de palanca y freno delantero de disco hidráulico. Las llantas son de aleación.

Existe otro modelo llamado "YB 125" similar a las viejas CG de Honda, que al párecer es el mismo motor y sistema que las antiguas  YBR 125

## Colombia
En Colombia hay dos modelos.

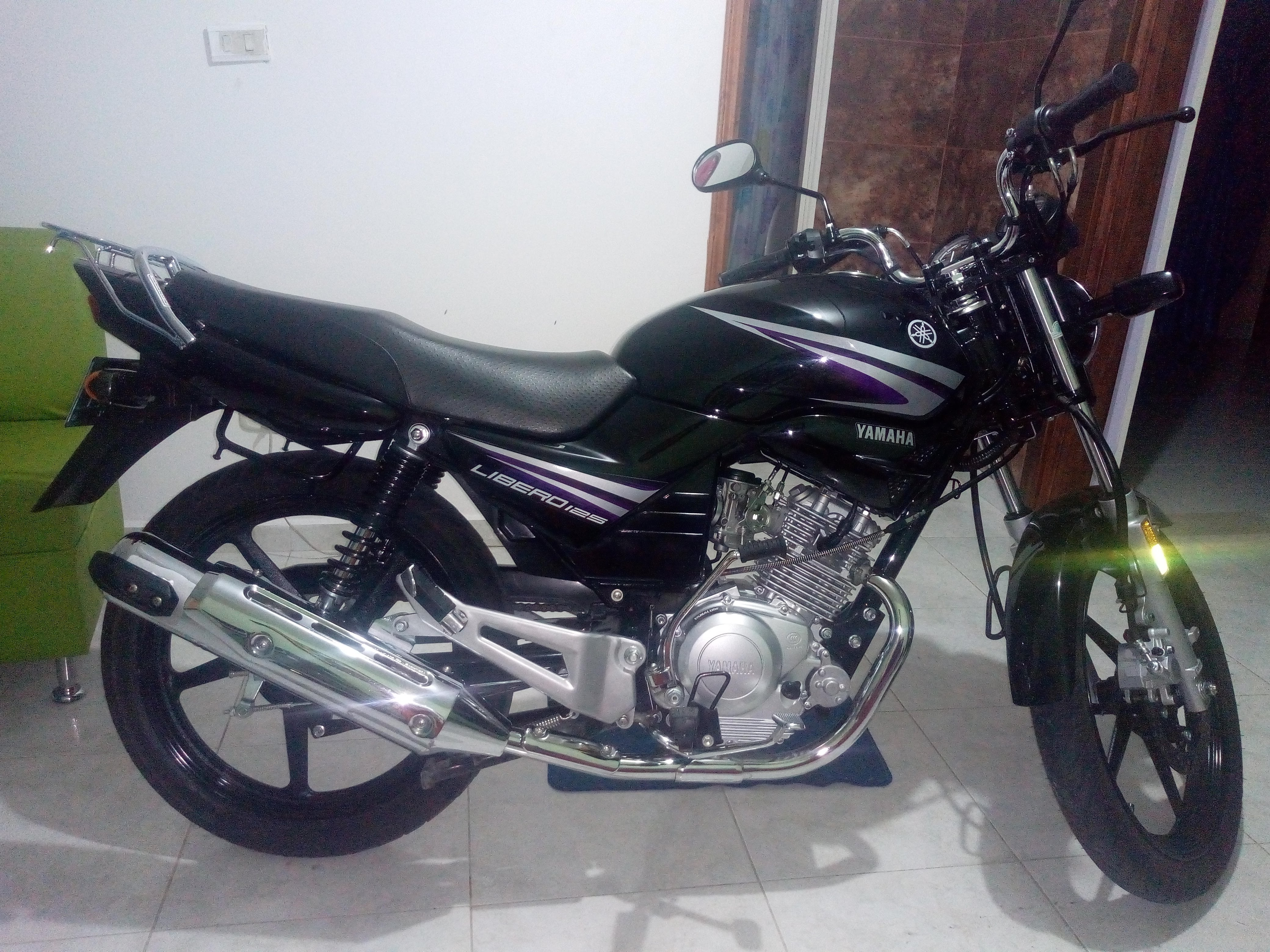
Yamaha YBR 125 ED "Libero 125" colombiana, modelo 2018

- La YBR 125 ED, comercialmente conocida como "Libero 125", es similar a la "YBR 125 E" argentina. Tiene arranque electrónico, arranque de palanca, transmisión de 5 velocidades y freno de tambor en la parte trasera y de disco adelante. Las llantas cuentan con rines de aleación de 5 radios. Ha sido la moto que está en tercer lugar en ventas de la marca.
- La "YBR 125 SS" (Sporty and Stylish), similar a la "YBR 125 ESD" peruana. Es un modelo deluxe con carenado, arranque electrónico, arranque de palanca y freno delantero de disco hidráulico. Las llantas son de aleación. La altura del asiento es considerable, de 795 mm. desde el suelo. Pesa 117 kilogramos. La SS cuenta con sensor de posición del acelerador (TPS). Es tal vez, la YBR más potente de todas.
- La "YBR 125 dx", similar a la "YBR 125 SS"  Es un modelo con carenado, arranque electrónico, arranque de palanca y freno delantero de disco hidráulico. Las llantas son de radios. La altura del asiento es considerable, de 795 mm. desde el suelo. Pesa 117 kilogramos. La dx es modelo 2008 anterior a la SS cuenta con sensor de posición del acelerador (TPS). Es tal vez, la YBR más potente de todas.

## México
- La "YBR 125 E". Es similar a la "YBR 125 E" argentina, con frenos a tambor, arranque por patada, arranque eléctrico y llantas con rayos.
- La "YBR 125 C Express". Es un modelo de carga, con parrilla muy amplia y asiento para una sola persona. Tiene frenos a tambor, arranque por patada, arranque eléctrico y llantas con rayos. La reserva del depósito de combustible es de 3 litros.

La "YBR 125 z 2016-2021Modelo con 

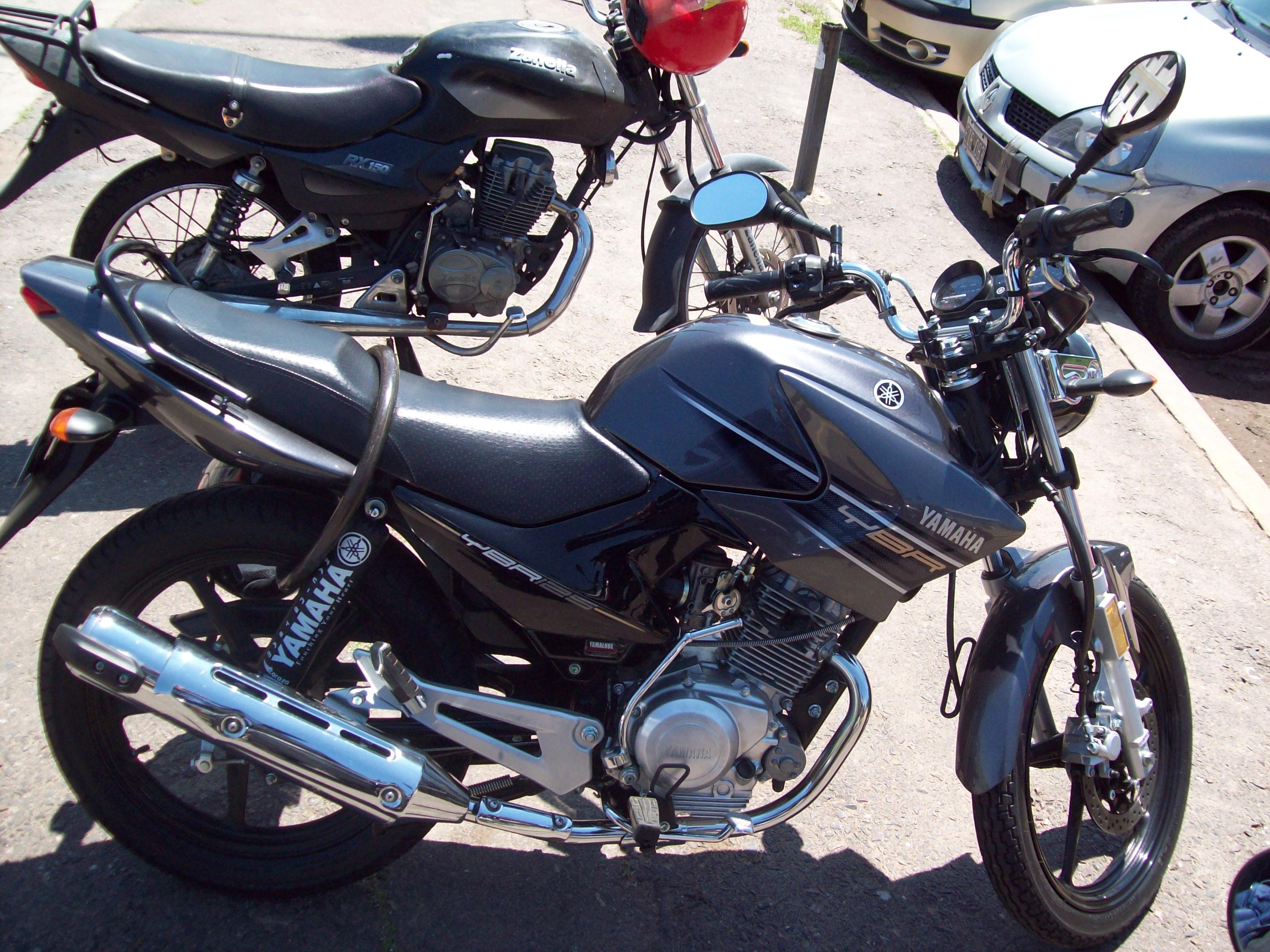
Yamaha YBR 125 ED modelo 2012

carenado aerodinámico plástico, motor carburado, tiene arranque electrónico, no incluye patada, presenta freno de disco delantero, tambor trasero, trae rines de aleación, escape y manillar cromados, es más grande en dimensiones que el modelo tradicional y un poco más alta. (Jorge Arturo Kauffman Cruz.) México  octubre 2021.

## Europa

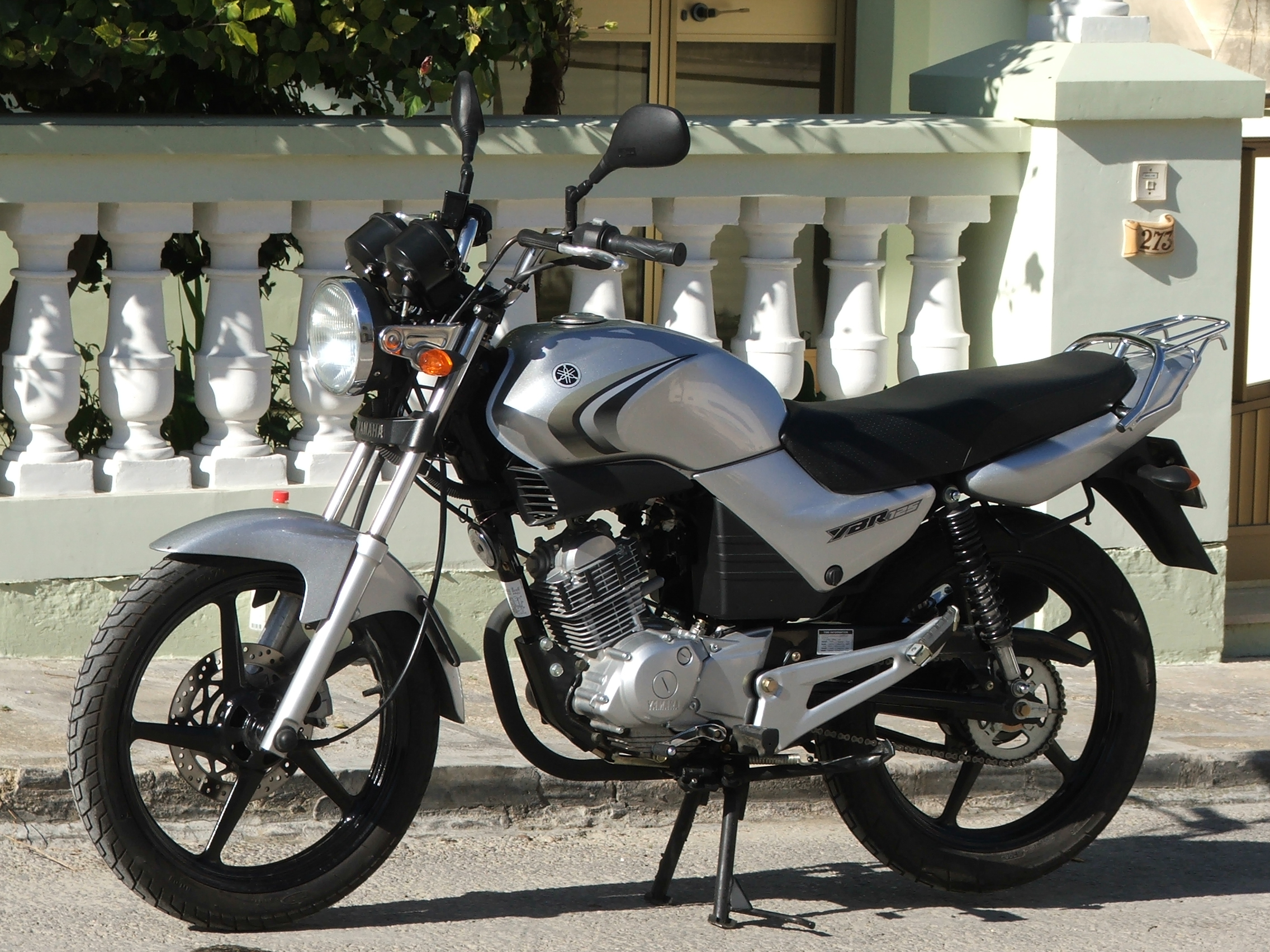
Yamaha YBR 125 europea

Los modelos existentes en Europa son varios.
- La "YBR 125 ED 2005",  La alimentación es por carburador. Tiene arranque electrónico y por patada, freno delantero a disco y llantas de aleación.
- La "YBR 125 ED 2006-2009", con el chasis similar a la YS 250. La alimentación es por inyección electrónica. Tiene arranque electrónico y por patada, freno delantero a disco y llantas de aleación.
- La "YBR 125 Clasic SP" o "YBR Custom". La alimentación es por inyección electrónica. Cuenta con freno delantero a disco, arranque electrónico y por patada. Tiene llantas de aleación. Es un poco más grande y pesada que el modelo tradicional.
- La  "YBR 125 z 2016-2021Modelo deportivo con carenado plástico, motor carburado, tiene arranque electrónico, no incluye patada, presenta freno de disco delantero, tambor trasero, trae rines de aleación, escape y manillar cromados, es más grande en dimensiones que el modelo tradicional y un poco más alta. (Jorge Arturo Kauffman Cruz.) México octubre 2021.

## India
Los modelos indios son un poco más largos que los usuales.
- La "YBR 125". Es un modelo con carenado. Tiene frenos a tambor, arranque por patada, arranque eléctrico y llantas de aleación.
- La "YBR 110". Como su nombre lo indica, es un modelo con motor de 110 centímetros cúbicos. Se trata de una moto con carenado. Tiene frenos a tambor, llantas de aleación y arranque por patada solamente.

## Filipinas
En Filipinas existe un modelo, llamado "YBR 125 G". Es una versión enduro de la YBR. Tiene guardabarros de motocross, y el asiento  es un poco más alto que el normal, aproximadamente 785 mm. Cuenta con arranque electrónico, arranque de palanca y freno delantero de disco hidráulico. Las llantas son de aleación. Tiene protector para manos. Una barra de metal protege todo el perímetro del faro delantero. El peso de la motocicleta es considerable, de 117 kilogramos.

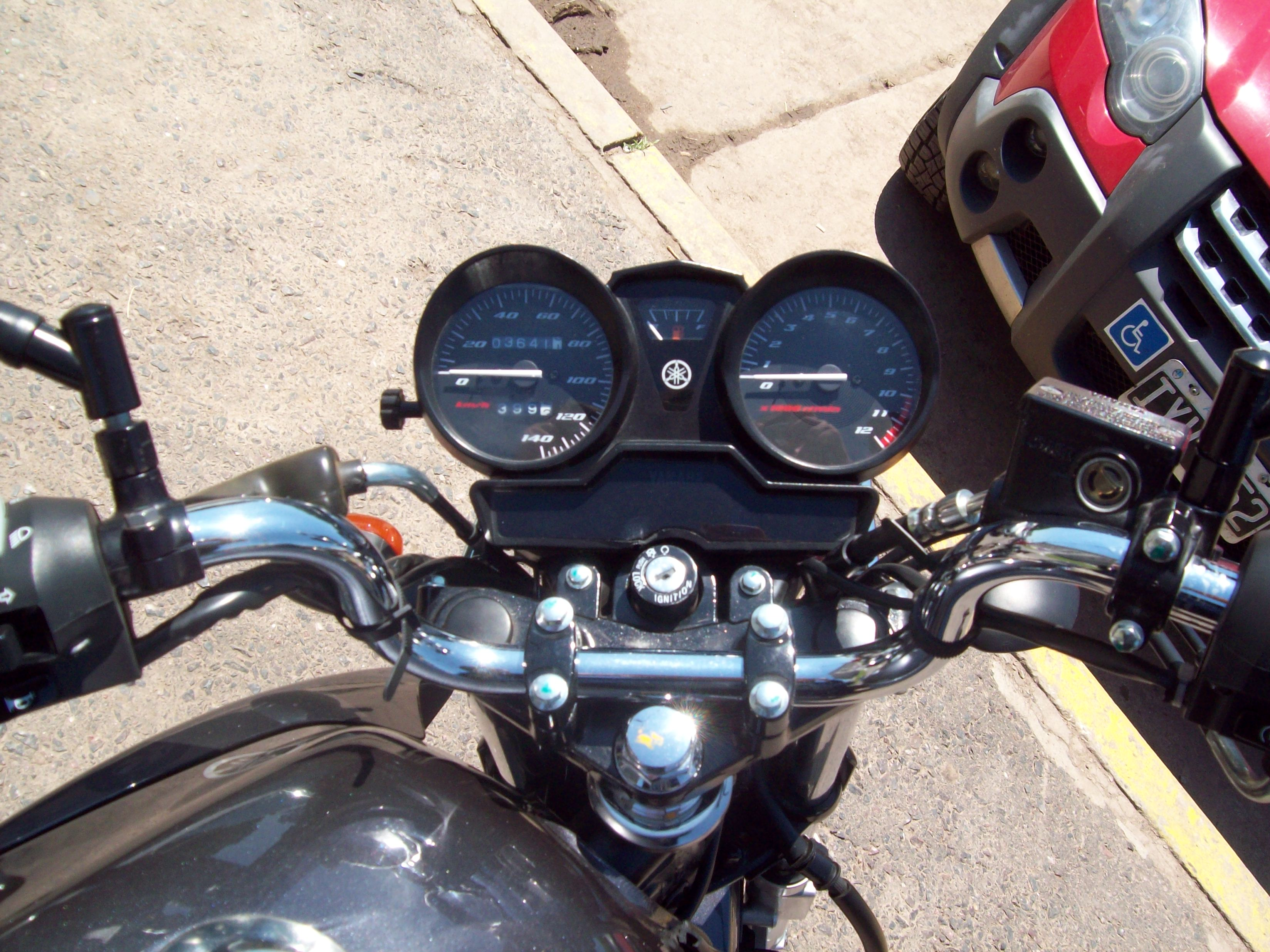
Tablero de Yamaha YBR 125 ED modelo 2012

## Especificaciones técnicas
- Peso: 121 kg
- Motor tipo SOHC (Un solo árbol de levas), refrigerado por aire, de 4 tiempos, monocilíndrico.
- Cilindrada: 124 centímetros cúbicos.
- Diámetro por carrera 54.0 x 54.0 mm (2.13 x 2.13 in)
- Relación de compresión 10.0:1[1]
- Potencia máxima: 7.8 kW (11 PS) @ 7800 rpm.
- Par máximo: 9.6 Nm (0.98 kg-m) @ 6000 rpm.
- Alimentación: Carburador MIKUNI VM25 Cortina plana.
- Sistema de encendido: CDI.
- Sistema de arranque: eléctrico y pedal en modelo E y ED, o sólo pedal en modelo K.
- Sistema de transmisión: 5 velocidades de toma constante.
- Capacidad del depósito: 12,0 litros hasta 2011. 13 litros desde 2012. Reserva de 0,8 litros. En las motos colombianas 12 L de depósito y 3 L de reserva.
- Freno delantero: de disco perforado en modelo ED; de tambor en modelo E y K.
- Freno trasero: de tambor.
- Cubierta delantera: 2,75-18 (4 PR)
- Cubierta trasera: 90/90-18 (57 P)
- Velocidad crucero: 70 km/h.
- Velocidad máxima: 125 km/h.
- Sistema YTPS (monitorea constantemente la posición del acelerador para variar la curva de encendido de manera que se logre una combustión más eficiente de acuerdo a las exigencias de cada momento)
- Acelerador tipo Pull Pull, que permite obtener una mejora notable en la sensibilidad del comando.